# Regiunea Vrața
Vrața este o regiune (oblast) în nord-vestul Bulgariei. Se învecinează cu regiunile Montana, Sofia, Loveci și Plevna. Este situată la granița Bulgariei cu România. Capitala sa este orașul omonim. 